# 부츠 포 댄싱

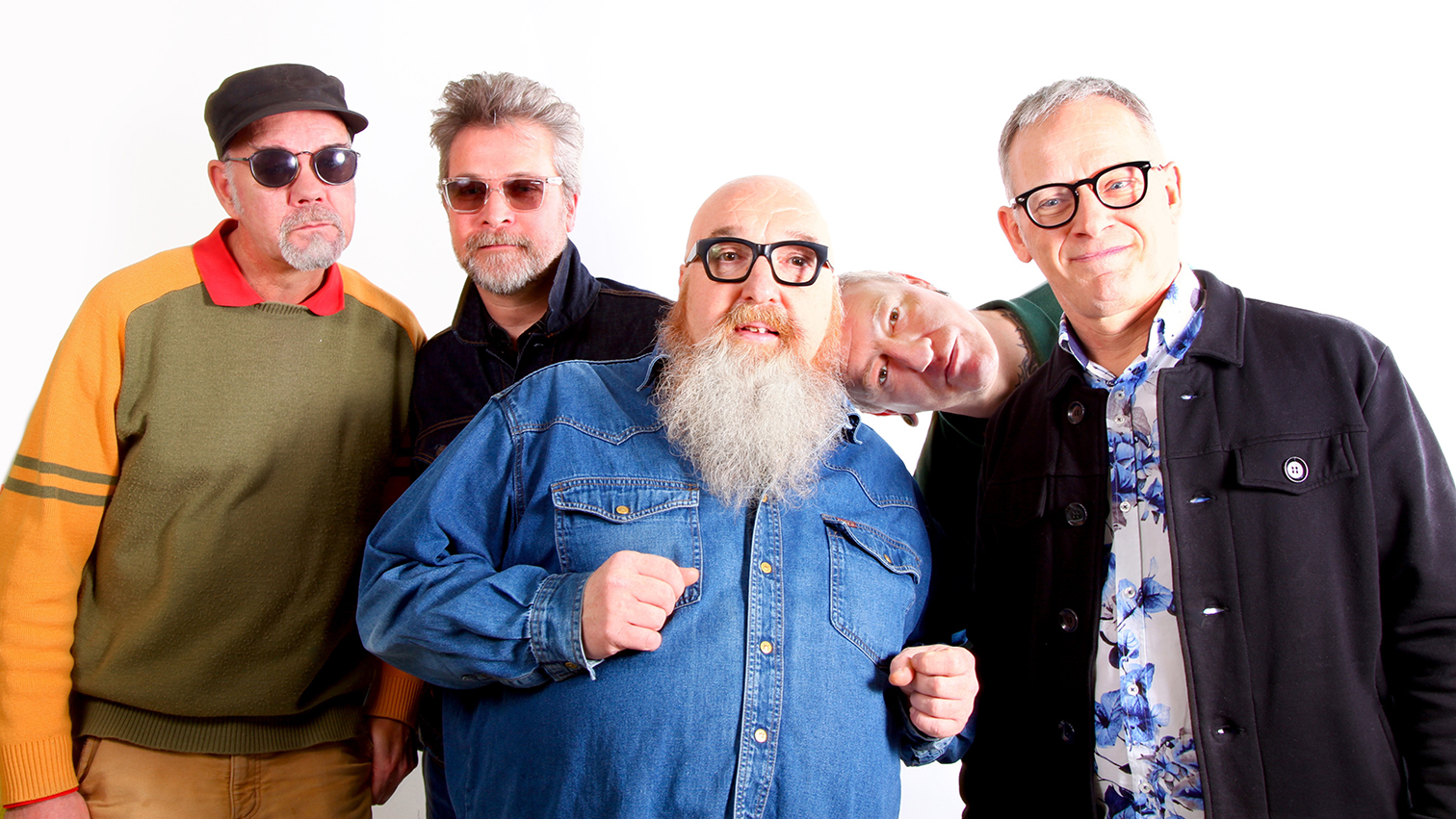
2017년 부츠 포 댄싱의 모습

부츠 포 댄싱(Boots for Dancing)은 스코틀랜드 에든버러의 포스트펑크 밴드로 1979년부터 1982년까지 수많은 라인업의 변화와 함께 활동했으며 2015년 재결합했다.

## 역사
부츠 포 댄싱은 1979년 말 데이브 카슨 (보컬), 그레이엄 헤이(기타), 더기 배리(베이스)와 스튜어트 라이트(드럼)이 결성했다. 갱 오브 포와 팝 그룹의 영향을 받은 밴드는 팝 오랄 레이블과 계약을 하여 데뷔 싱글을 발매했고, 존 필의 지지를 받았다.
이후 2년 동안 밴드는 발매작보다는 라인업의 변경이 더욱 많았는데, 처음에는 레질로스의 드러머 에인절 패터슨이 라이트를 대체했고, 제임스 스튜어트와 디키 푸스코로 대체됐다. 서스데이스의 기타리스트였던 마이크 바클레이는 델타 5에 영입된 헤이 대신 밴드에 들어왔다. 또한 셰이크와 레질로스의 기타리스트였던 조 캘리스가 1981년 3월에 발매한 두 번째 싱글 〈Rain Song〉에 참여했다. 이후 캘리스는 휴먼 리그에 들어가기 위해 밴드를 탈퇴했으며, 1982년 초 세 번째 싱글 〈Ooh Bop Sh'Bam〉을 발매하기 이전까지는 추가적인 라인업의 변경은 없었다.
이후 배리가 밴드를 탈퇴했고, 플라워스, 셰이크, 레질로스에서 활동했던 베이스 연주자 사이먼 템플라가 대신했고, 조세프 K의 드러머 로니 토런스가 푸스코와 스튜어트를 대체했다. 이후 1982년 말 밴드가 해체했다.
라인업이 변경되는 기간 동안 부츠 포 댄싱은 BBC 라디오 쇼에서 두 번의 존 필 세션을 각각 1980년과 1981년 녹음했다. 2015년 재결합한 밴드는 1980년대에 녹음한 음악들을 모아 놓은 《The Undisco Kidds》를 발매했다.

## 디스코그래피
- "Shadows in Stone"와 "Ooh Bob Sahbam" on 12" 음반 "Scottish Kultchur" (1979) Pinnacle
- "Boots for Dancing/Parachute/Guitars & Girl Trouble" 12" EP (1980) Pop Aural (UK Indie No. 42)[5]
- "Rain Song" 7" (1981) Pop Aural
- "Ooh Bop Sh'Bam" 7" (1982) Re-Pop-X
- Undisco Kidds (2015) Athens Of The North (AOTN LP 05)